# Radical de un ideal
En teoría de anillos, una rama de las  matemáticas, el radical de un anillo {\displaystyle R} es el ideal por la izquierda {\displaystyle N} que es la intersección de todos los ideales por la izquierda maximales de {\displaystyle R}.  Hay diferentes tipos de radicales, como el nilradical o el radical de Jacobson, así como una teoría de propiedades generales radicales.

## Definición de radical de un ideal
Sea {\displaystyle R} un anillo conmutativo y sea {\displaystyle I} un ideal del anillo. El conjunto {\displaystyle {\sqrt {I}}={\text{rad }}I:=\{r\in R|\exists n\in \mathbb {N} ,r^{n}\in I\}} se denomina radical del ideal {\displaystyle I} (o sencillamente radical de {\displaystyle I}).
Si {\displaystyle a\in {\hbox{rad }}I} es que existe un entero {\displaystyle n\geq 0} tal que {\displaystyle a^{n}\in I}. Así, si {\displaystyle r\in R} es {\displaystyle (ar)^{n}=a^{n}r^{n}\in I}. 
Si además {\displaystyle b\in {\hbox{rad }}I} existirá otro entero {\displaystyle m\geq 0} de manera que {\displaystyle b^{m}\in I}. 
Por el Teorema del binomio:
{\displaystyle (a+b)^{n+m}=\sum _{i=0}^{n+m}{n+m \choose i}a^{i}b^{n+m-i}}
- Si {\displaystyle i<n} entonces es {\displaystyle n+m-n=m<n+m-i}, luego el exponente de {\displaystyle b} es mayor o igual que {\displaystyle m}, y así {\displaystyle a^{i}b^{n+m-i}=a^{i}(b^{m})b^{n+m-i-m}\in I}.

- Si {\displaystyle i\geq n} entonces es {\displaystyle a^{i}b^{n+m-i}=(a^{n})a^{i-n}b^{n+m-i}\in I} ya que {\displaystyle a^{n}\in I}.

En cualquier caso, cada sumando de {\displaystyle (a+b)^{n+m}} está en {\displaystyle I}, que es un ideal de {\displaystyle R}, luego {\displaystyle (a+b)^{n+m}\in I} y será {\displaystyle a+b\in {\hbox{rad }}I}.
Así {\displaystyle {\hbox{rad }}I} es un ideal de {\displaystyle R}.
Un ideal {\displaystyle I} de un anillo conmutativo y unitario {\displaystyle R} se dice que es ideal radical si coincide con su radical, esto es, si {\displaystyle {\hbox{rad }}I=I}. Como es obvio, el radical de un ideal es siempre un ideal radical.
Todo ideal primo es radical: En efecto, Si {\displaystyle P} es un ideal primo, entonces {\displaystyle R/P} es un dominio integral, esto es, no tiene divisores de cero, y en particular no puede tener nilpotentes.
Es sencillo comprobar que si tomamos {\displaystyle \pi :R\longrightarrow R/I} la proyección canónica de {\displaystyle R} sobre {\displaystyle I}, entonces {\displaystyle {\hbox{rad }}I=\pi ^{-1}(N(R/I))} (de hecho mediante esta demostración se demuestra de manera inmediata que {\displaystyle {\hbox{rad }}I} es un ideal de {\displaystyle R}; aquí, {\displaystyle N(R)} es el nilradical de {\displaystyle R}, definido más abajo). Para ver esto, notar en primer lugar que si {\displaystyle r\in \pi ^{-1}(N(R/I))}, entonces para algún {\displaystyle n\geq 0}, {\displaystyle \pi (r)^{n}=\pi (r^{n})} es cero en {\displaystyle R/I}, y por tanto {\displaystyle r^{n}} está en {\displaystyle I}. Recíprocamente, si {\displaystyle r^{n}} está en {\displaystyle I} para algún {\displaystyle n\geq 0} será {\displaystyle r^{n}\in I}, entonces {\displaystyle (\pi (r))^{n}=\pi (r^{n})}es cero en {\displaystyle R/I}, y por tanto {\displaystyle \pi (r)} está en {\displaystyle N(R/I)}.
Mediante el uso de la localización, podemos ver que {\displaystyle {\hbox{rad }}I} es la intersección de todos los ideales primos de {\displaystyle R} que contienen a {\displaystyle I}: cada ideal primo es radical, así que la intersección de los ideales primos que contienen a {\displaystyle I} contienen a {\displaystyle {\hbox{rad }}I}.  Si {\displaystyle r} es un elemento de {\displaystyle R} que no está en {\displaystyle {\hbox{rad }}I}, entonces sea {\displaystyle S} el conjunto {\displaystyle \{r^{n}:n\in \mathbb {Z} ,n>0\}}. {\displaystyle S} es multiplicativamente cerrado, así que podremos formar la localización {\displaystyle S^{-1}R}.

## El nilradical
Sea {\displaystyle R} un Anillo conmutativo.  Primero mostraremos que los elementos nilpotentes de {\displaystyle R} forman un ideal {\displaystyle N}.  Sean {\displaystyle a} y {\displaystyle b} elementos nilpotentes de {\displaystyle R} con {\displaystyle a^{n}=0} y {\displaystyle b^{m}=0}.  Probamos que {\displaystyle a+b} es nilpotente.  Podemos usar el Teorema del binomio para expandir (a+b)^(n+m) :
{\displaystyle (a+b)^{n+m}=\sum _{i=0}^{n+m}{n+m \choose i}a^{i}b^{n+m-i}}
Para cada {\displaystyle i}, se da una y sólo una de las siguientes condiciones:
- {\displaystyle i\geq n}
- {\displaystyle n+m-i\geq m}

Esto dice que en cada expresión {\displaystyle a^{i}\cdot b^{n+m-i}}, o bien el exponente de {\displaystyle a} será lo suficientemente grande como para anular la expresión (si {\displaystyle i<n} entonces es {\displaystyle n+m-i>n+m-n=m}, luego el exponente de {\displaystyle b} es mayor o igual que {\displaystyle m}, y así {\displaystyle a^{i}b^{n+m-i}=a^{i}\cdot (b^{m})^{n+m-i-m}=a^{i}0^{n-i}=0}), o bien el exponente de {\displaystyle b} será lo suficientemente grande como para anular la expresión (si {\displaystyle i\geq n} entonces es {\displaystyle a^{i}b^{n+m-i}=(a^{n})^{i-n}b^{n+m-i}=0^{i-n}b^{n+m-i}=0}). Así tenemos que {\displaystyle a+b} es nilpotente, y por tanto está en {\displaystyle N}.
Para terminar de comprobar que  {\displaystyle N} es un ideal, cogemos un elemento arbitrario {\displaystyle r\in R}.  {\displaystyle (r\cdot a)^{n}=r^{n}\cdot a^{n}=r^{n}\cdot 0=0}, así que {\displaystyle r\cdot a} es nilpotente, y está por tanto en {\displaystyle N}.  Con lo que {\displaystyle N} es un ideal.
{\displaystyle N} se denomina entonces  nilradical de {\displaystyle R}, o radical nilpotente de {\displaystyle R}, y se denota por {\displaystyle N(R)}.
Al anillo {\displaystyle {\frac {R}{N(R)}}} se le denomina anillo reducido (asociado a {\displaystyle R}), aunque esta denominación está cayendo en el desuso.
Es inmediato comprobar que {\displaystyle N(R/N(R))=\{0\}}.
Es sencillo demostrar que {\displaystyle N(R)={\hbox{rad }}0}, esto es, que el nilradical de un anillo es precisamente el radical del ideal nulo.
Por esto, el nilradical de {\displaystyle R} es la intersección de todos los ideales primos de {\displaystyle R}.
- Datos: Q1199022